# العلاقات الباربادوسية الجورجية
العلاقات الباربادوسية الجورجية هي العلاقات الثنائية التي تجمع بين باربادوس وجورجيا.

## مقارنة بين البلدين
هذه مقارنة عامة ومرجعية للدولتين:
| وجه المقارنة                                              | باربادوس       | جورجيا                          |
| --------------------------------------------------------- | -------------- | ------------------------------- |
| المساحة (كم2)                                             | 439            | 69.70 ألف                       |
| عدد السكان (نسمة)                                         | 285.72 ألف     | 3.72 مليون                      |
| الكثافة السكانية (ن./كم²)                                 | 65.08 ألف      | 53.37                           |
| العاصمة                                                   | بريدج تاون     | تبليسي، كوتايسي                 |
| اللغة الرسمية                                             | لغة إنجليزية   | اللغة الجورجية، اللغة الأبخازية |
| العملة                                                    | دولار بربادوسي | لاري جورجي                      |
| الناتج المحلي الإجمالي (بليون دولار)                      | 4.80 مليار     | 15.16 مليار                     |
| الناتج المحلي الإجمالي (تعادل القوة الشرائية) بليون دولار | 4.66 مليار     | 35.68 مليار                     |
| الناتج المحلي الإجمالي الاسمي للفرد دولار أمريكي          | 15.43 ألف      | 3.79 ألف                        |
| الناتج المحلي الإجمالي للفرد دولار أمريكي                 | 16.06 ألف      |                                 |
| مؤشر التنمية البشرية                                      | 0.795          | 0.754                           |
| رمز المكالمات الدولي                                      | +1246          | +995                            |
| رمز الإنترنت                                              | .bb            | .ge، .გე ‏                       |
| المنطقة الزمنية                                           | 00             | ت ع م+04:00                     |

## منظمات دولية مشتركة
يشترك البلدان في عضوية مجموعة من المنظمات الدولية، منها:
| علم المنظمة | اسم المنظمة                   | تاريخ انضمام باربادوس | تاريخ انضمام جورجيا |
| ----------- | ----------------------------- | --------------------- | ------------------- |
|             | يونسكو                        | 24 أكتوبر 1968        | 7 أكتوبر 1992       |
|             | مؤسسة التمويل الدولية         | 25 يونيو 1980         | 29 يونيو 1995       |
|             | مؤسسة التنمية الدولية         | 29 سبتمبر 1999        | 31 أغسطس 1993       |
|             | منظمة التجارة العالمية        | ?                     | 14 يونيو 2000       |
|             | الاتحاد البريدي العالمي       | ?                     | ?                   |
|             | الاتحاد الدولي للاتصالات      | 16 أغسطس 1967         | 7 يناير 1993        |
|             | الأمم المتحدة                 | 9 ديسمبر 1966         | 31 يوليو 1992       |
|             | البنك الدولي للإنشاء والتعمير | 12 سبتمبر 1974        | 7 أغسطس 1992        |

## وصلات خارجية
- موقع وزارة الخارجية الباربادوسية
- موقع وزارة الخارجية الجورجية